# 昭和38年1月豪雪

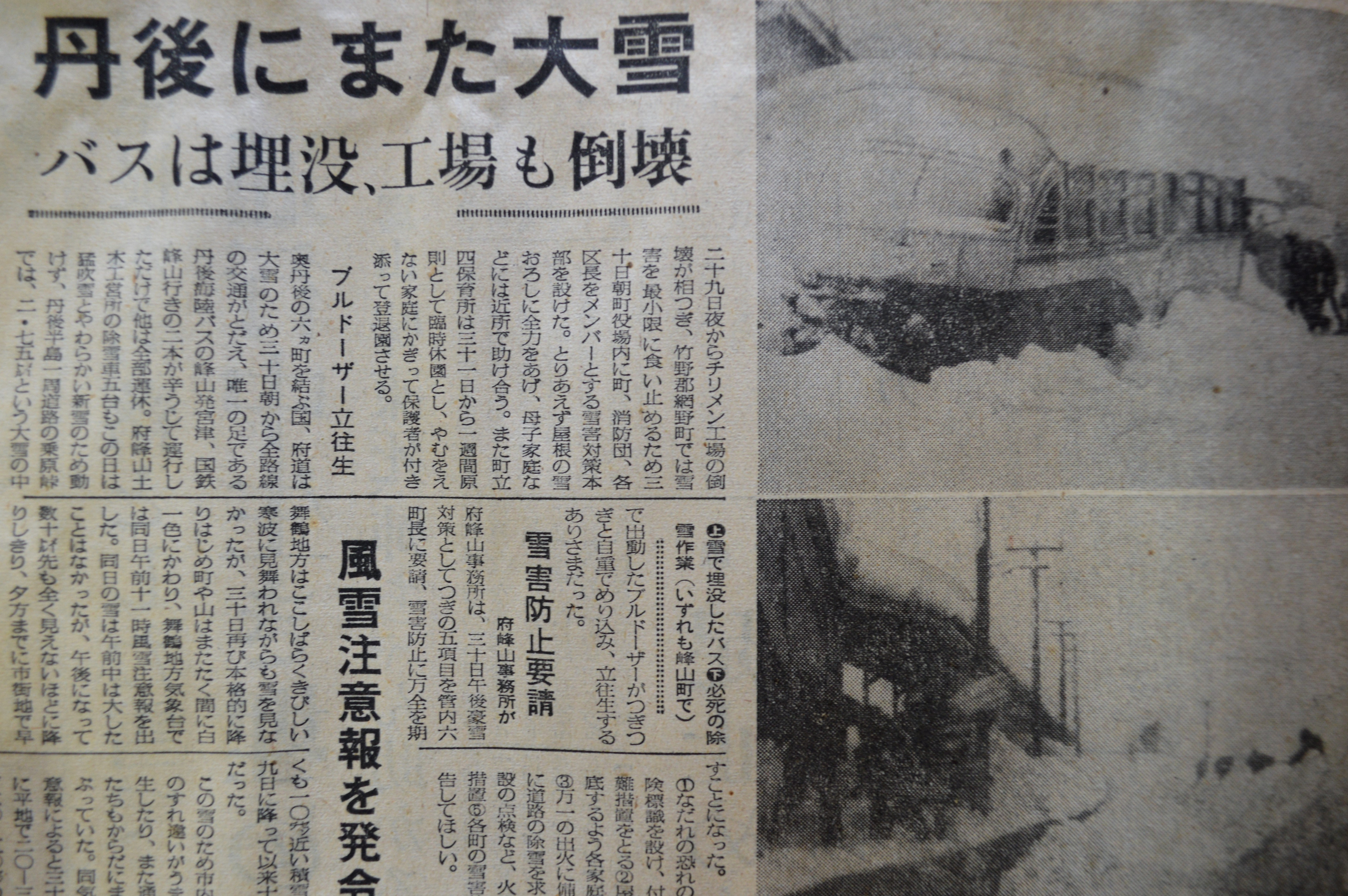
京都府峰山町の三八豪雪の被害を伝える毎日新聞の記事

昭和38年1月豪雪（しょうわ38ねん1がつごうせつ）は、1962年（昭和37年）12月末から1963年（昭和38年）2月初めまで、約1か月にわたり北陸地方を中心に東北地方から九州にかけての広い範囲で起こった雪害（豪雪）。三八豪雪（さんぱちごうせつ）などとも呼ばれる。

## 解説
北陸地方から西の日本海側を中心に、山陽地方の山間部、四国、九州などの太平洋側でも歴史的に稀な豪雪となった。数メートルに及ぶ記録的な積雪深による生活への影響は大きく、豪雪災害としては初めて気象庁により命名されるなど気象観測史上でも特筆すべきものであった。
また、後述するように雪害としては初めて災害救助法が適用され、孤立状態となった山間部の集落で集団離村が発生するなど、その後の雪国行政や雪国の在り方にとっても大きな転換点となった災害である。
1962年（昭和37年）の12月25日付近を境に、まとまって降り出した雪は翌1963年（昭和38年）1月には本格的な大雪となった。全国的に気温が平年より3℃前後も低い異常低温となり、日本海側では繰り返し日本海寒帯気団収束帯に伴う発達した雪雲に襲われた。
さらに日照時間の短さが加わり、多くの地域で降雪のほとんどが融けずに蓄積することになった。豪雪の中心は新潟県・北陸地方から西の日本海側であった。寒波は1月末頃ピークを迎え、長岡市や福井市など、北陸地方の都市部でも積雪が2〜3m以上に達した。中国地方西部の島根県・広島県・山口県でも未曾有の豪雪となり、山間部では数メートルに達した。
また本州の日本海側だけでなく温暖で雪の少ない九州地方や四国地方でも記録的な大雪となり、特に長崎県の五島列島や鹿児島県東シナ海側、愛媛県南予地方では最深積雪30cm以上に達し、阿蘇山や徳島県西部の池田町では最深積雪が1mを超えた。高知県では梼原村で最深積雪9m50㎝、越知村で7m43㎝を記録。福岡県飯塚市では一冬の累計降雪量が185cmに達するなど、九州地方や四国地方でも山間部を中心に累計積雪量は1mに達した。
陸上自衛隊による消雪活動も行われ、火炎放射器を用いて雪を融かすという方法が取られた。しかし、「これはあまり効果はなかった」と当時の隊員たちは語っている。また、道路交通が不通となり孤立した地区への物資の輸送にはヘリコプターやそりが活用された。
航空自衛隊は各地の救難分遣隊が出動し、出動後の帰途に就いた芦屋基地の芦屋救難分遣隊ヘリ（H-21）が1963年（昭和38年）3月16日に香川県三豊郡詫間町（現・香川県三豊市詫間町）で墜落して隊員10名が死亡する事故も発生した。
1963年（昭和38年）2月12日に気象庁は「昭和38年1月豪雪」と命名した。

## 原因
北半球を取り巻く上空（500hPa面から圏界面付近まで）の偏西風は多少の蛇行を繰り返して赤道付近の暖気と極付近の寒気の平衡状態を保っているが1963年（昭和38年）1月から2月は蛇行が異常に大きくなり、アメリカ・ヨーロッパ・東アジアの3方面で極の寒気が大きく南下した（「三波型」と言い、大寒波の原因としてよく名前が出る）。
このためヨーロッパでは所によっては1月の月平均気温が平年より10°Cも下がった所もあり、例えばイギリスでは1659年以降で3番目に平均気温が低い冬となり、1962-63年の冬として現代でも語り継がれる大厳冬となった。温暖なブリテン島各地が雪と氷に覆われロンドン近郊のテムズ川も凍結した。北米でも同じく7-8°C低下、東アジアでは台湾で5°C前後下がるほどの極端な寒冬となった。一方、暖気の北上域に入ったアラスカでは1月平均気温が14度も上昇している。昭和38年1月豪雪は、こうした世界規模の異常気象の一環であった（←ラニーニャ現象）。
日本では気温の低下は月平均2-3°Cにとどまったが1月を中心に非常に強い西高東低型の気圧配置が続き、日本海側では記録的な豪雪となって太平洋側では乾燥した晴天が持続した。
こうした冬型気圧配置が日本付近で強まったのは、例年アリューシャン列島付近にできる冬の低圧部（日本付近で発生あるいは通過した低気圧が最盛期を迎える海域）が西に偏り、日本のすぐ東の海上になったことも影響している。これによって日本の月平均気圧は異常に低下した。

## 経過

### 1962年（昭和37年）
- 11月下旬〜12月上旬 - 11月下旬の前半は北日本を中心に11月としては非常に強い寒気が南下して北海道などで大雪となる。それから12月上旬にかけては東日本や西日本を中心に寒気が南下する。11月24日に青森市で積雪45cm、26日に稚内市で31cmの降雪があり積雪57cm、27日に札幌市で36cmの降雪があり積雪35cmを記録する。
  - 羽幌町で22日に37cmと26日に36cmの降雪があり、28日に11月としては最高となる積雪74cmを記録。
  - 寿都町でも27日に25cmの降雪があり11月最高の積雪55cmを記録。
- 11月29日 - 低気圧の通過により、広尾町で52cmの降雪があり、11月最高の積雪41cmを記録する。
- 12月下旬 - 北日本に弱い寒気が南下。北海道などで大雪となり、24日に稚内市で降雪量50cmを記録する。

### 1963年（昭和38年）
- 1月上旬 - 西日本を中心に寒気が南下して、全国的に大雪となる。2日に新潟市で40cm、3〜4日に新庄市で84cm、5日に青森市で55cm、6日に宮古市で35cm、7日に高山市で64cm、軽井沢町で33cmの降雪を記録。7日に姫路市で6cm、8日に津山市で史上3位の32cm、9日に熊本市で史上3位の10cm、室戸岬で史上3位の1cm、浜田市で史上5位の積雪25cmを記録する。
  - 長野市では7日に42cmの降雪があり、8日に史上3位となる積雪60cmを記録。
  - 日田市では9日に31cmの降雪があり、過去最高の積雪39cmを記録する。
- 1月中旬前半 - 西日本を中心に非常に強い寒気が南下して、北陸・山陰・九州などで大雪となる。12日に敦賀市で78cm、12〜13日に豊岡市で73cm、13日に盛岡市で過去最高の40cm、高山市で54cm、15日に金沢市で53cm、17日に深浦町で32cm、18〜19日に岐阜市で34cmの降雪を記録。13日に飯塚市で史上6位の20cm、宇和島市で15cmの積雪。
  - 会津若松市では16日に51cm、17日に72cmの降雪があり、20日には史上3位の積雪101cmを記録。
- 1月下旬 - 全国的に非常に強い寒気が南下して、北陸や九州などで記録的な豪雪・大雪となる。20〜21日に青森市で降雪量72cm、21日に八戸市で34cm、24〜25日に新庄市で82cmを記録。22日に平戸市で史上3位の積雪6cm、23日に日南市油津で史上2位の1cm、24日に室戸岬で史上2位の2cm、都城市で史上3位の8cm、25日に長崎市で史上最高の15cm、佐世保市で史上6位の6cm、鹿児島市で史上5位の22cm、26日に萩市で史上2位の19cm、種子島で史上最高の0cm、屋久島で史上3位となる0cmを記録。
  - 酒田市では23日に43cmの降雪があり、24日に史上5位の積雪80cmを記録。
  - 富山市では25日に65cm、19〜26日の8日間に309cmの降雪があり、26日に史上2位となる積雪186cmを記録。
  - 高岡市伏木では25日に72cm、26日に60cm、19〜27日の9日間に371cmの降雪があり、27日に史上最高の225cmを記録。
  - 金沢市では23日に51cm、22〜27日の6日間に310cmの降雪があり、27日に史上最高の積雪181cmを記録。
  - 福井市では24日に史上最高の63cm、26日に53cmの降雪があり、31日に史上最高の積雪213cmを記録。
  - 敦賀市では31日に61cmの降雪があり、2月1日に史上2位の積雪154cmを記録。
  - 飯塚市では22日に21cmの降雪があり、23日に史上2位の積雪23cmを記録。
  - 人吉市では23〜24日に30cmの降雪があり、24日に史上最高の積雪27cmを記録。
  - 福江市では23日に26cmの降雪があり、25日に史上最高の積雪43cmを記録する。
  - 阿久根市では25日に28cmの降雪があり、史上最高の積雪38cmを記録。
  - 牛深市では25〜26日に52cmの降雪があり、26日に史上最高の積雪29cmを記録。
  - 枕崎市では25〜26日に33cmの降雪があり、26日に史上最高の積雪26cmを記録。
- 2月上旬 - 西日本を中心に強い寒気が南下。3日に水戸市で史上4位の積雪26cm、4日に米子市で史上2位の80cm、阿蘇山で史上最高の123cm、5日に飯塚市で17cmを記録する。
  - 西郷町では1日に25cmの降雪があり、史上2位の積雪93cmを記録。
  - 境港市では2日に37cmの降雪があり、史上最高の積雪94cmを記録。
  - 松江市では2日に43cmの降雪があり、3日に史上最高の積雪83cmを記録。
  - 八戸市では4日に53cmの降雪があり、史上2位の積雪78cmを記録。
- 2月下旬 - 西日本中心に寒気が南下。26日に阿蘇山で34cmの降雪を記録。27日には高知市で史上2位の9cm、延岡市で史上4位の1cm、都城市で史上5位の積雪4cmを記録。
- 3月上旬 - 東日本や西日本を中心に3月としては強い寒気が南下。
- 3月6日 - 北海道西部で大雪、寿都町で3月最高となる37cmの降雪を記録
- 3月13日 - 南岸低気圧の影響により、関東から近畿にかけて積雪。近畿などでは大雪となり、奈良市で史上2位の積雪19cm、上野市で史上5位の積雪19cm、和歌山市で積雪6cm、三島市で積雪5cmを記録。
- 4月上旬後半 - 全国的に4月としては強い寒気が南下。北海道では大雪となり、北陸や山陰でも降雪があった。

## 記録
最深積雪量
太字は観測史上最高記録
- 福井県
  - 福井気象台（福井市） 213cm（1963年（昭和38年）1月31日・都道府県庁所在地の最深積雪記録）
  - 今立町（現・越前市） 315cm（1963年（昭和38年）1月31日）
  - 敦賀市 154cm（1963年（昭和38年）2月1日）
- 石川県
  - 金沢市 181cm（1963年（昭和38年）1月27日）
- 富山県
  - 富山市 186cm（1963年（昭和38年）1月26日）
  - 高岡市伏木 225cm（1963年（昭和38年）1月27日）
- 新潟県
  - 長岡市 318cm（1963年（昭和38年）1月30日）
  - 三条市 245cm（1963年（昭和38年）1月31日）
- 鳥取県
  - 米子市 80cm（1963年（昭和38年）2月4日）
  - 境港市 94cm（1963年（昭和38年）2月2日）
- 大分県
  - 日田市 39cm（1963年（昭和38年）1月9日）
- 長崎県
  - 長崎市 15cm（1963年（昭和38年）1月25日）
  - 福江市（現・五島市） 43cm
- 熊本県
  - 阿蘇山 123cm（1963年（昭和38年）2月4日）
  - 牛深市（現・天草市） 29cm（1963年（昭和38年）1月26日）
  - 人吉市 27cm（1963年（昭和38年）1月24日）
- 鹿児島県
  - 阿久根市 38cm（1963年（昭和38年）1月25日）
  - 枕崎市 26cm（1963年（昭和38年）1月25日）

## 被害
- 死者228名・行方不明者3名
  - 特に福井県では勝山市横倉地区で起きた雪崩で4世帯16人が死亡。足羽郡美山村でも下校途中の小学生と引率していた教頭合わせて4人が雪崩で死亡するなど、全県で31人の死者が出た。
- 住宅被害
  - 全壊753棟
  - 半壊982棟
- 鉄道被害
  - 1963年（昭和38年）1月24〜28日 信越本線 新津 - 長岡間全面運休
  - 上越線経由で新潟と上野を結んでいた急行「越路」の上り列車（1963年（昭和38年）1月23日16時5分 新潟発・定刻）が1月28日8時29分、106時間31分もの遅延で5日掛かりで上野に到着した[4]。
    - 現在では豪雪の場合、またはそれが予想される場合には、列車を途中で打ち切るか豪雪区間部分のみを運休させて途中駅から出発させると言う部分運休か、あるいは全区間運休を行うことが多くなったので、この遅延記録を超える可能性は限りなく低くなっている。

  - 1月23日から2月1日までの10日間に運休した列車は、旅客列車が6,488本と貨物列車が6,147本にものぼった。除雪列車は8,760本が運転された。
- 山岳遭難
  - 富山県にて愛知大学山岳部薬師岳遭難事故（死亡日時不詳）により13名が死亡。
  - 北海道でも大雪山系の旭岳で、北海道学芸大学の山岳部10名が死亡する遭難事故が発生している。
- 三八冷害
  - 「三八（さんぱち）冷害」と呼ばれる海水温が4 ℃まで下がる異常低温を引き起こし、明石ダコが、いったん絶滅した[5]。このため、明石市一帯の水産業が大きな打撃を受け、多くの漁業者が出稼ぎし、ノリの養殖を始めた[6]。

## 府県別の状況

### 京都府
積雪が平野部で3m、山間部で4mに達し、12月の降雪がそのまま1月まで根雪となり、1月11日から更に雪が降り続いた。
交通機関では丹後町で宇川線のバスの運行が37日間途絶えた。交通が途絶えて食料品や生活用品が日ごとに品薄となり、間人地区では伝馬船による輸送が行われ、2月5日早朝にちりめん1,300反を積んで峰山に向かい、帰路は生野菜や粉ミルクを積んで午後8時頃に間人まで運ばれた。
住民の離村により丹後町や網野町、久美浜町などでは廃村となる地区も出るなど過疎化が進んだ。

### 広島県
広島県では県北地方で積雪が4mに達し、芸北町（現北広島町）や高野町（現庄原市）などでは多くの孤立地帯が出た。
芸北町では最深の積雪量が450cmに達して孤立状態となった。芸北町へは1963年（昭和38年）1月27日にラジオ中国（現在の中国放送）のヘリコプターが初めて空路輸送に成功し、翌28日には県の要請による米軍岩国基地のヘリコプターによる輸送が成功した。
災害救助法が1963年（昭和38年）2月11日に戸河内町、芸北町、布野村、高野町の4町村に発動され、2月13日に吉和村など10町村、2月23日に加計町ほか2町に発動され、計18町村に発動された。また災害対策基本法の施行（1962年7月）後、同年10月に広島県防災会議条例が施行された直後の豪雪災害で、1963年（昭和38年）2月28日に第1回広島県防災会議が開催された。
県北部では果樹棚への降雪でナシやリンゴの枝の折損で甚大な被害を受けたほか、瀬戸内観沿岸部や島しょ部では異常低温と強風により柑橘類に甚大な被害が出た。豪雪による影響で一時的に失職した山林業や土木建築業などの労働者を対象とする失業対策事業として除雪作業が実施された。
三八豪雪後、山村部では過疎化に拍車がかかり、一家で村を離れる挙家離村が増加した。

### 高知県
梼原村の山岳地帯で孤立集落が発生し、自衛隊が救援出動を行う。家屋は全壊2戸、半壊22戸。農作物の被害は3万1512t。林産物の被害は1万3181ha。雪害による困窮で、309世帯が生活保護を申請した。

## 作品
- 『豪雪とのたたかい』 - 国鉄の肝いりで毎日映画社が製作した三八豪雪の記録映画。国鉄職員が地元の青年団、自衛隊員などと一致協力して除雪に立ち向かい、目的を達した際の喜びを分かち合う姿が撮影されている（下記の外部リンクを参照）。
- 古井由吉『雪の下の蟹』 - 金沢大学助手（ドイツ語）時代の体験を基にした作品。

## 災害救助法の適用
それまで行政当局は雪は春に融けるという理由で災害と認めなかったが、当時の池田内閣の大蔵大臣だった田中角栄（新潟県選出代議士）が初めて豪雪災害に災害救助法を適用させたことが明かされた。

## 参考資料
- 鉄道ファン 1963年4月号、1965年2月号